# Winter Grand Prix van Zweden
De Winter Grand Prix van Zweden was een autorace in Zweden, verreden op de militaire luchthaven Rommehed en op het Rämenmeer. De race maakte van 1932 tot 1936 en in 1947 deel uit van de grand-prixseizoenen.

## Winnaars van de grand prix
- Hier worden alleen de races aangegeven die plaatsvonden tijdens de grand-prixseizoenen tot 1949 en Formule 1-races vanaf 1950.

| Jaar | Coureur              | Constructeur | Locatie   | Verslag |
| ---- | -------------------- | ------------ | --------- | ------- |
| 1947 | Reg Parnell          | ERA          | Rommehed  | Verslag |
| 1936 | Eugen Bjørnstad      | Alfa Romeo   | Rämenmeer | Verslag |
| 1933 | Per Victor Widengren | Alfa Romeo   | Rämenmeer | Verslag |
| 1932 | Olle Bennström       | Ford         | Rämenmeer | Verslag |